# Punta Carrel
La Punta Carrel (Pointe Carrel in francese) è una montagna delle Alpi Pennine di 3841 m s.l.m. È situata lungo la frontiera tra l'Italia (Valle d'Aosta - comune di Valtournenche) e la Svizzera (Canton Vallese - comune di Zermatt).

## Toponimo
È dedicata alla guida alpina Jean-Antoine Carrel.

## Accesso
Normalmente la salita alla vetta avviene dal Bivacco Giorgio e Renzo Novella (3520 m), che è raggiungibile partendo da Cervinia o dal Rifugio Duca degli Abruzzi.